# Entenegel
Der Entenegel (Theromyzon tessulatum) ist eine Art aus der Unterklasse der Egel (Hirudinea).

## Merkmale
Entenegel haben einen gallertigen Körper. Ihr Rücken ist grünlich bis bräunlich gefärbt, wobei sie vier Längsreihen gelber Flecken aufweisen. Es werden verschiedene Altersstadien unterschieden, die 0,5 cm, 1,3 cm, 2,3 cm und schließlich ca. 5 cm Länge erreichen. Dazwischen hat jeweils eine Blutaufnahme in der Nasen- und Rachenschleimhaut eines Wasservogels stattgefunden. Die Tiere besitzen vier hintereinanderliegende Augenpaare.

## Vorkommen, Lebensweise, Lebenszyklus
Lebensraum des Entenegels sind stehende Gewässer. Die Art kommt annähernd kosmopolitisch vor. Sie saugt an Wasservögeln Blut. Manchmal dringt sie hierzu bis in die Rachenhöhlen vor.
Entenegel werden etwa ein bis zwei Jahre alt. Wie alle Egel sind auch Entenegel Zwitter, die sich im April, Mai oder Juni gegenseitig begatten. Hierzu umschlingen sie einander und führen einen längeren Paarungsakt durch, bei dem Pseudospermatophoren – anders als bei den meisten Plattegeln – in die weibliche Geschlechtsöffnung übertragen werden. Im Partneregel verlassen die Spermien die Pseudospermatophore und schwimmen zu den Eizellen. Etwa 10 Tage nach der Paarung werden im Mai, Juni oder Juli bis zu 200 befruchtete Eier in 2 bis 5 birnenförmige Kokons – in einen bis zu 80 Eier – gelegt, die vom Clitellum gebildet und an der Unterlage befestigt werden. Die Mutter brütet die Eier in den Kokons aus, bis aus diesen kleine Egel schlüpfen und sich mit ihrem hinteren Saugnapf am Bauch der Mutter festheften. Die Mutter, die selbst nichts mehr frisst, sucht jetzt einen Wirt und heftet sich in dessen Rachenhöhle. Die Jungtiere wechseln ihren Platz von ihrer Mutter zur Rachenschleimhaut des Wasservogels, wo sie in großer Anzahl ihre erste Blutmahlzeit haben und von nun an auf sich allein gestellt sind. Die Jungtiere verbleiben bis zu anderthalb Monate an ihrer Mutter. Findet diese keinen Wirt, so wird sie oft von einem Wasservogel gefressen. Die Jungtiere heften sich an den Schlund des Vogels, der die Mutter frisst, und kommen auf diese Weise zu ihrem ersten Wirt.

## Medizinische Bedeutung
Der Entenegel saugt sich in der Nasenhöhle und im Rachen von Enten- und anderen Wasservögeln fest. Dies kann zu Atemnot bis zum Ersticken führen.
Aus dem Speichel des Entenegels Theromyzon tessulatum kann das Antikoagulans Therostatin gewonnen werden. Es verhindert die Gerinnung des Bluts durch Hemmung des Blutgerinnungsfaktors Xa, die aktivierte Form der Thrombokinase. Therostatin kann auch die Metastasenbildung bei Krebsgeschwüren verhindern. Darüber hinaus kommen auch andere Protease-Inhibitoren wie Theromin, Therin und Tessulin im Speichel von Theromyzon tessulatum vor.

## Erstbeschreibung
Der Egel wurde von Otto Friedrich Müller in seinem 1774 erschienenen Werk Vermium terrestrium et fluviatilium auf Seite 45 im Teil „Helminthica“ vollständig in lateinischer Sprache beschrieben. Müller nannte ihn Hirudo tessulata, die Gattung Hirudo wurde aber später in zahlreiche Gattungen aufgeteilt.

## Belege